# Tour de France 1982
Il Tour de France 1982, sessantanovesima edizione della corsa, si svolse in ventidue tappe precedute da un prologo iniziale, tra il 2 luglio e il 25 luglio 1982, per un percorso totale di 3 512 km. 
Fu vinto per la quarta volta (e seconda consecutiva) dal passista-cronoman, scalatore e finisseur francese Bernard Hinault, già sul gradino più alto del podio parigino nelle edizioni 1978, 1979 e 1981.
Il palmarès del brètone stava diventando sempre più importante: quattro vittorie (1978-1979-1981-1982) su cinque partecipazioni al Tour (nel 1980 era in maglia gialla quando fu costretto al ritiro da un infortunio).
Se, nel 1978, era diventato il secondo corridore, dopo Jacques Anquetil, a vincere nella stessa annata Tour e Vuelta a España, poco prima di questa edizione 1982 della Grande Boucle aveva vinto, per la seconda volta su due partecipazioni, anche il Giro d'Italia 1982, diventando quindi il quarto corridore della storia, dopo Fausto Coppi (1949 e 1952), Jacques Anquetil (1964) ed Eddy Merckx (1970-1972-1974) ad effettuare l'accoppiata vincente Giro-Tour nello stesso anno solare.
Si trattò della trentatreesima edizione della corsa a tappe francese vinta da un corridore di casa.
Hinault terminò le sue fatiche sulle strade di Francia con il tempo di 92h08'46", precedendo nella classifica generale due corridori olandesi.
In seconda posizione si piazzò un suo storico rivale, il passista-finisseur Joop Zoetemelk (al settimo ed ultimo podio al Tour; per lui il trionfo nel 1980 e ben sei piazze d'onore). 
Il terzo posto della graduatoria generale fu occupato dal passista-scalatore Johan van der Velde (al primo e unico podio della carriera nella Grande Boucle).
Joop Zoetemelk era alla sua dodicesima partecipazione al Tour e riuscì, per la dodicesima e ultima volta, a terminare la Grande Boucle, peraltro sempre tra i primi dieci della classifica generale: oltre ai già citati sette podi (primo nel 1980; in sei occasioni secondo nelle annate 1970-1971-1976-1978-1979-1982), che non gli permisero di battere il primato di otto podi stabilito nel 1976 da Raymond Poulidor, aveva sfiorato il podio quattro volte (quarto nel 1973, 1975 e 1981 e quinto nel 1972), mentre in un'occasione (1977) era arrivato ottavo in graduatoria generale. Avrà modo di partecipare alle successive quattro edizioni del Tour, ma non entrerà più tra i primi dieci della classifica generale, riuscendo comunque sempre a portarsi al traguardo di Parigi.

## Tappe
| Tappa  | Data      | Percorso                                            | km    | Vincitore di tappa        | Leader cl. generale |
| ------ | --------- | --------------------------------------------------- | ----- | ------------------------- | ------------------- |
| prol.  | 2 luglio  | Basilea (CHE) (cron. individuale)                   | 7,4   | Bernard Hinault           | Bernard Hinault     |
| 1ª     | 3 luglio  | Schupfart (CHE) > Möhlin (CHE)                      | 207   | Ludo Peeters              | Ludo Peeters        |
| 2ª     | 4 luglio  | Basilea (CHE) > Nancy                               | 250   | Phil Anderson             | Phil Anderson       |
| 3ª     | 5 luglio  | Nancy > Longwy                                      | 134   | Daniel Willems            | Phil Anderson       |
| 4ª     | 6 luglio  | Beauraing > Mouscron                                | 219   | Gerrie Knetemann          | Phil Anderson       |
| 5ª     | 7 luglio  | Orchies > Fontaine-au-Pire (cron. a squadre)        | 73    | annullata                 | Phil Anderson       |
| 6ª     | 8 luglio  | Lilla > Lilla                                       | 233   | Jan Raas                  | Phil Anderson       |
|        | 9 luglio  | giorno di riposo                                    |       |                           |                     |
| 7ª     | 10 luglio | Cancale > Concarneau                                | 234,5 | Pol Verschuere            | Phil Anderson       |
| 8ª     | 11 luglio | Concarneau > Châteaulin                             | 200,8 | Frank Hoste               | Phil Anderson       |
| 9ª-1ª  | 12 luglio | Lorient > Plumelec (cron. a squadre)                | 69    | TI-Raleigh                | Phil Anderson       |
| 9ª-2ª  | 12 luglio | Plumelec > Nantes                                   | 138,5 | Stefan Mutter             | Phil Anderson       |
| 10ª    | 13 luglio | Saintes > Bordeaux                                  | 147,2 | Pierre-Raymond Villemiane | Phil Anderson       |
| 11ª    | 14 luglio | Valence-d'Agen > Valence-d'Agen (cron. individuale) | 57,3  | Gerrie Knetemann          | Bernard Hinault     |
| 12ª    | 15 luglio | Fleurance > Pau                                     | 249   | Sean Kelly                | Bernard Hinault     |
| 13ª    | 16 luglio | Pau > Saint-Lary-Soulan                             | 122   | Beat Breu                 | Bernard Hinault     |
|        | 17 luglio | giorno di riposo                                    |       |                           |                     |
| 14ª    | 18 luglio | Martigues > Martigues (cron. individuale)           | 32,5  | Bernard Hinault           | Bernard Hinault     |
| 15ª    | 19 luglio | Manosque > Orcières-Merlette                        | 208   | Pascal Simon              | Bernard Hinault     |
| 16ª    | 20 luglio | Orcières-Merlette > Alpe d'Huez                     | 123   | Beat Breu                 | Bernard Hinault     |
| 17ª    | 21 luglio | Bourg-d'Oisans > Morzine > Avoriaz                  | 251   | Peter Winnen              | Bernard Hinault     |
| 18ª    | 22 luglio | Morzine > Saint-Priest                              | 233   | Adrie van Houwelingen     | Bernard Hinault     |
| 19ª    | 23 luglio | Saint-Priest > Saint-Priest (cron. individuale)     | 48    | Bernard Hinault           | Bernard Hinault     |
| 20ª    | 24 luglio | Sens > Aulnay-sous-Bois                             | 161   | Daniel Willems            | Bernard Hinault     |
| 21ª    | 25 luglio | Fontenay-sous-Bois > Parigi                         | 186,8 | Bernard Hinault           | Bernard Hinault     |
| Totale | Totale    | Totale                                              | 3 512 |                           |                     |

## Squadre e corridori partecipanti
| N.    | Cod. | Squadra                     |
| ----- | ---- | --------------------------- |
| 1-10  | REN  | Renault-Elf                 |
| 11-20 | RED  | La Redoute-Motobécane       |
| 21-30 | RAL  | TI-Raleigh-Campagnolo       |
| 31-40 | CAP  | Capri Sonne                 |
| 41-50 | PEU  | Peugeot-Shell-Michelin      |
| 51-60 | SPL  | Splendor                    |
| 61-70 | VER  | Vermeer-Thijs               |
| 71-80 | SEM  | Sem-France Loire-Campagnolo |
| 81-90 | SUN  | Boule d'Or-Sunair           |

| N.      | Cod. | Squadra                 |
| ------- | ---- | ----------------------- |
| 91-100  | DAF  | DAF Trucks-TeVe Blad    |
| 101-110 | COO  | Coop-Mercier-Mavic      |
| 111-120 | TEK  | Teka                    |
| 121-130 | WOL  | Wolber-Spidel           |
| 131-140 | PUC  | Puch-Eorotex-Campagnolo |
| 141-150 | INO  | Inoxpran Pentole Posate |
| 151-160 | CIL  | Cilo-Aufina             |
| 161-170 | HOO  | Hoonved-Bottecchia      |

## Resoconto degli eventi
Al Tour de France 1982 parteciparono 170 corridori, dei quali 125 giunsero a Parigi.  Le squadre partecipanti erano 6 francesi, 5 belghe, 2 italiane, 2 svizzere, 1 spagnola, 1 olandese. I corridori partecipanti erano 50 francesi, 42 belgi, 19 olandesi, 17 italiani, 17 svizzeri, 10 spagnoli, 4 tedeschi, 1 britannico, 1 australiano, 1 irlandese, 1 statunitense, 1 danese, 1 svedese, 1 neozelandese, 1 norvegese, 1 austriaco, 1 lussemburghese.
Hinault fu subito maglia gialla al termine del cronoprologo. Perse la maglia al termine della frazione successiva, per poi riconquistarla alla fine della tredicesima frazione, mantenendola fino a Parigi. Il campione bretone suggellò il suo dominio con una vincente fuga solitaria all'ultima tappa, tradizionalmente considerata una semplice passerella per il vincitore, quand'era già saldamente in maglia gialla. Vestì in giallo al termine di dodici frazioni sulle ventidue corse (considerando come unità, in questo còmputo totale, anche il cronoprologo e le varie semitappe).
Per la quinta volta su cinque sue partecipazioni alla Grande Boucle (anche se in tre edizioni condivise questo primato con altri), Hinault fu anche il corridore ad aver vinto il maggior numero di tappe: in questo caso quattro.

## Classifiche finali

### Classifica generale - Maglia gialla
| Pos. | Corridore           | Squadra     | Tempo     |
| ---- | ------------------- | ----------- | --------- |
| 1    | Bernard Hinault     | Renault-Elf | 92h08'46" |
| 2    | Joop Zoetemelk      | Coop        | a 6'21"   |
| 3    | Johan van der Velde | TI-Raleigh  | a 8'59"   |
| 4    | Peter Winnen        | Capri Sonne | a 9'24"   |
| 5    | Phil Anderson       | Peugeot     | a 12'16"  |
| 6    | Beat Breu           | Cilo-Aufina | a 13'21"  |
| 7    | Daniel Willems      | Boule d'Or  | a 15'33"  |
| 8    | Raymond Martin      | Coop        | a 15'35"  |
| 9    | Hennie Kuiper       | DAF Trucks  | a 17'01"  |
| 10   | Alberto Fernández   | Teka        | a 17'19"  |

### Classifica a punti - Maglia verde
| Pos. | Corridore       | Squadra     | Punti |
| ---- | --------------- | ----------- | ----- |
| 1    | Sean Kelly      | Sem         | 429   |
| 2    | Bernard Hinault | Renault-Elf | 152   |
| 3    | Phil Anderson   | Peugeot     | 149   |

### Classifica scalatori - Maglia a pois
| Pos. | Corridore            | Squadra     | Punti |
| ---- | -------------------- | ----------- | ----- |
| 1    | Bernard Vallet       | La Redoute  | 278   |
| 2    | Jean-René Bernaudeau | Peugeot     | 237   |
| 3    | Beat Breu            | Cilo-Aufina | 205   |